# Estereocilio
Los estereocilios son especializaciones apicales de la membrana plasmática presentes en ciertas células epiteliales.
Se caracterizan por ser largas proyecciones con forma de apéndices, carentes de movilidad. Aunque se asemejan a los cilios en su apariencia general, se relacionan mayormente con las microvellosidades en su estructura interna y función, además de su falta de movimiento, siendo algunas veces considerados como una variante de estas últimas. Vistos en el microscopio óptico, se asemejan al penacho de un pincel. Esto se debe a que están ramificados y no todos son de la misma longitud.
Su esqueleto incluye microfilamentos, basados en la proteína actina, a diferencia de los microtúbulos del axonema, que están hechos de la proteína tubulina.
Los estereocilios se encuentran también en el epitelio del epidídimo, donde llevan a cabo la función de secretar un líquido llamado licor epididimario, que es un componente del semen; y en el segmento proximal del conducto deferente, y en algunos tejidos sensoriales, como la retina, oído interno o neuronas olfativas.